# Alberto Aparicio
Alberto Aparicio (ur. 11 listopada 1923 w La Paz) – boliwijski piłkarz, reprezentant kraju. Podczas kariery piłkarskiej występował na pozycji pomocnika.

## Kariera piłkarska
Podczas kariery piłkarskiej Alberto Aparicio występował w klubie Feroviario La Paz.

## Kariera reprezentacyjna
Alberto Aparicio występował w reprezentacji Boliwii w latach pięćdziesiątych.
W 1950 wziął udział w mistrzostwach świata, gdzie był rezerwowym i nie wystąpił w jedynym meczu Boliwii z Urugwajem.